# Valeria León
Valeria León Peña (Ponce, 21 novembre 1995) è una pallavolista portoricana, libero delle Grand Rapids Rise.

## Carriera

### Club
La carriera di Valeria León inizia nei tornei scolastici portoricani col Colegio Sagrado Corazon di Ponce. Concluse le scuole superiori va a studiare negli Stati Uniti d'America, dove partecipa alla NCAA Division I dal 2013 al 2016 con la Ohio State.
Nella stagione 2017 inizia la carriera professionistica nella Liga de Voleibol Superior Femenino con le Leonas de Ponce. Torna in campo nella Liga de Voleibol Superior Femenino 2019 con le Llaneras de Toa Baja, mentre nella stagione seguente si accasa nelle Indias de Mayagüez. Per la Liga de Voleibol Superior Femenino 2021 fa ritorno alle Leonas de Ponce, mentre nell'edizione successiva del torneo indossa la casacca delle Criollas de Caguas. Fa quindi rientro alle Leonas de Ponce nella Liga de Voleibol Superior Femenino 2023, venendo premiata come miglior libero e inserita nello All-Star Team del torneo.
Fa poi ritorno negli Stati Uniti d'America, dove partecipa alla Pro Volleyball Federation 2024 con le Columbus Fury, mentre nell'edizione seguente del torneo viene ingaggiata dalle Grand Rapids Rise.

### Nazionale
Con la nazionale portoricana Under-20 partecipa alla Coppa panamericana 2013.
Ottiene le prime convocazioni in nazionale maggiore nel 2017, anno in cui vince la medaglia di bronzo alla Coppa panamericana, stesso metallo conquistato poi ai XXIII Giochi centramericani e caraibici. In seguito vince l'argento alla Coppa panamericana 2023, l'oro alla NORCECA Final Four 2024 e l'argento alla Volleyball Challenger Cup 2024.

## Palmarès

### Nazionale (competizioni minori)
- Coppa panamericana 2017
- Giochi centramericani e caraibici 2018
- Coppa panamericana 2023
- NORCECA Final Four 2024
- Volleyball Challenger Cup 2024

### Premi individuali
- 2019 - Qualificazioni ai XVIII Giochi panamericani: Miglior libero
- 2023 - Liga de Voleibol Superior Femenino: Miglior libero
- 2023 - Liga de Voleibol Superior Femenino: All-Star Team